# مطار تارودانت
مطار تارودانت سيدي دحمان (إيكاو: GMMO) هو مطار محلي يُستخدم من طرف الطائرات الصغيرة والطائرات الخاصة بالقفز بالمظلات، يتوفر المطار على مدرج غير معبد، وعلى حظائر مخصصة للطائرات، وعلى نادي خاص بالقفز بالمظلات.
يستضيف المطار سنوياً منافسات وبطولات خاصة بالقفز بالمظلات في الفترة الممتدة ما بين دجنبر ومارس، ويعرف خلال هذه الفترة توافد العديد من المظليين المغاربة والأجانب، بالإضافة إلى السياح الراغبيين في تجربة رياضة القفز بالمظلات.

## تاريخ
في سنة 2013 تم بناء سور حول المطار وفي سنة 2017 قام المجلس الجماعي لمدينة تارودانت بدراسة تطوير المطار ودراسة تكلفة تعبيد المدرج ليتم استخدام المطار في حالات الطوارى كنقل المرضى بالمروحيات أو نقل المساعدات للمناطق المتضررة من الفيضانات، في نفس السنة بدأت الأشغال بالمطار وقد حددت في شطرين: الشطر الأول يهم بناء حظيرتين للطائرات متعددتي الوظائف بغلاف مالي 976 ألف درهم، والشطر الثاني يهم بناء مدرج لهبوط واقلاع الطائرات وبناء موقف للطائرات الخفيفة وبناء مرافق إدارية بغلاف مالي قدره 10 ملايين درهم.

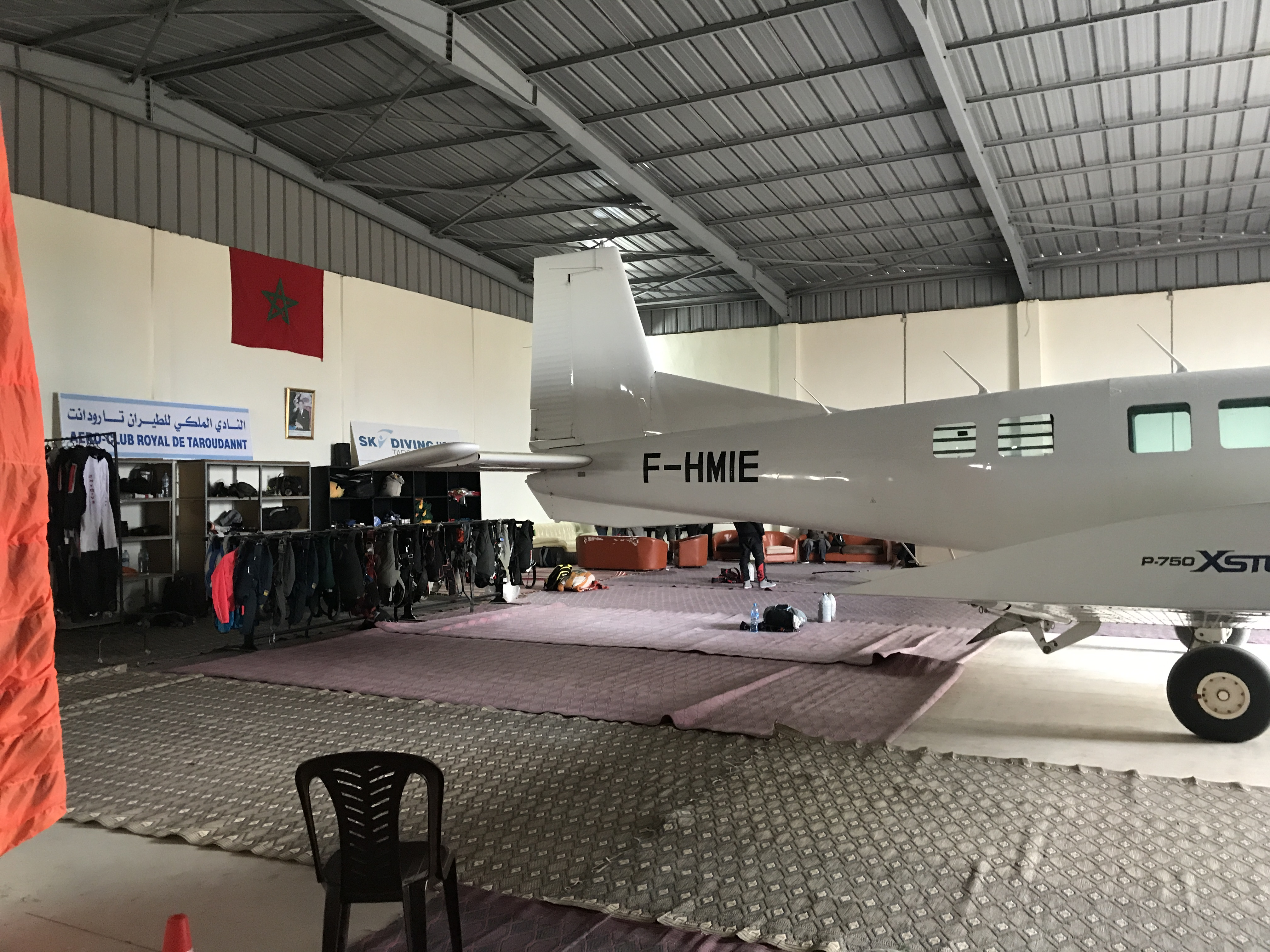
النادي الملكي للطيران المتخصص في رياضة القفز بالمظلات بمطار تارودانت

## حوادث
في سنة 2014: توفي أحد أعضاء الفريق الليبي المشارك في البطولة الإفريقية الأولى والبطولة العربية الخامسة للقفز بالمظلات التي احتضنها المطار، وقد جاء ذالك إثر حادث تصادم وقع بينه وبين زميلين له بالجو خلال قيامهم بعملية الحركات الجوية.